# Perryena
Perryena is een monotypisch geslacht van straalvinnige vissen uit de familie van congiopoden (Congiopodidae).

## Soort
- Perryena leucometopon (Waite, 1922)